# Système phagocytaire mononucléé
Ne doit pas être confondu avec cellule réticulaire ou réticulocyte.

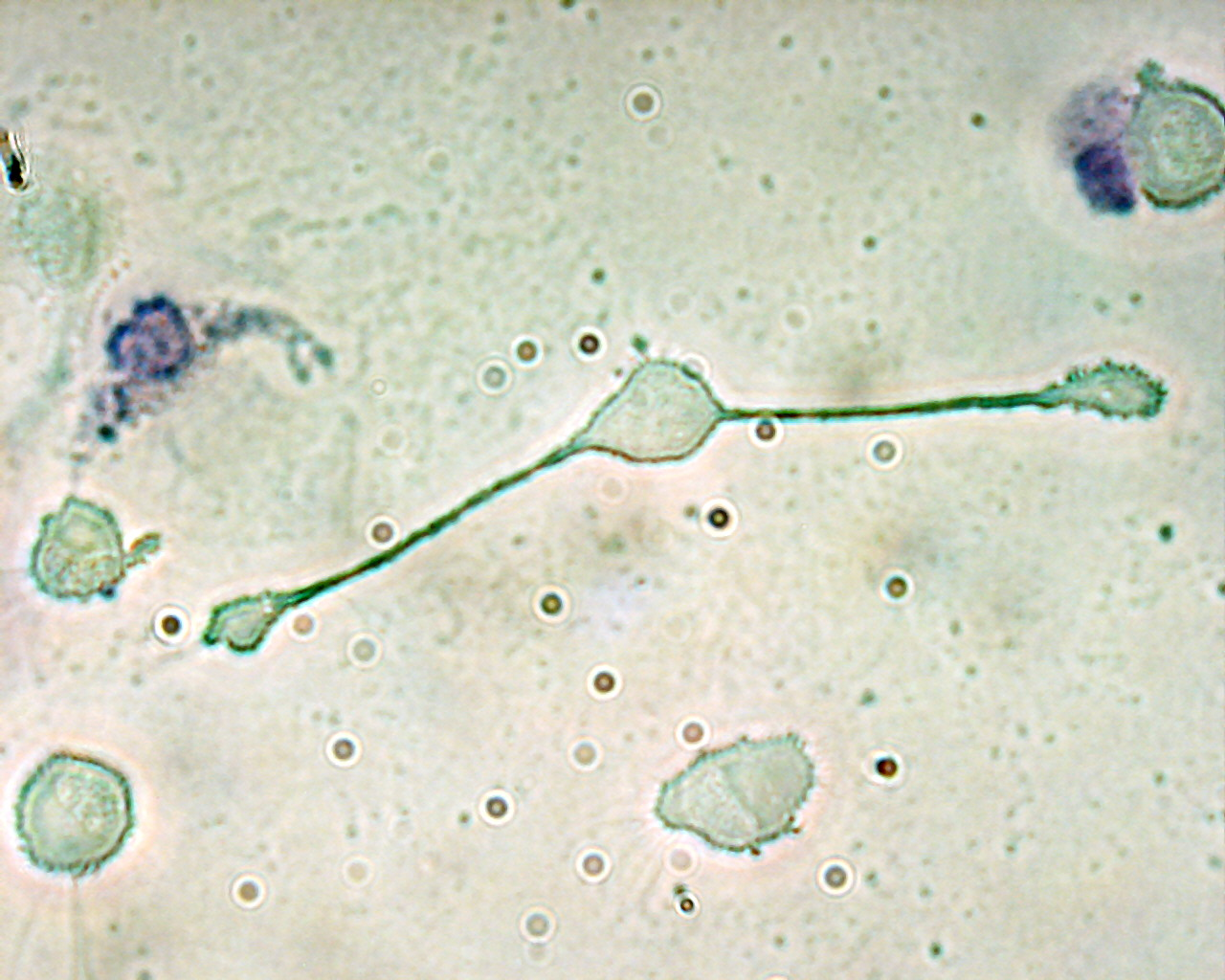
Macrophage de souris en pleine phagocytose de 2 microorganismes possiblement pathogènes.

Le système phagocytaire mononucléé, créé en 1972 en remplacement du système réticulo-endothélial de l'ancienne nomenclature de 1924,, est la partie du système immunitaire constituée de cellules phagocytaires situées dans les tissus conjonctifs réticulaires. Les granulocytes neutrophiles en furent exclues en 1972, sur la base de l’argument suivant : « bien que les phagocytes neutrophiles soient également mononucléés, ils appartiennent à une autre lignée cellulaire en raison de leur origine différente et de leur comportement fonctionnel divergeant ».
Lorsque le système phagocytaire mononucléé a été proposé, les connaissances sur la myélogenèse étaient limitées et l'origine commune des neutrophiles et des macrophages n'était pas connue, les neutrophiles étant considérés comme appartenant à une lignée cellulaire séparée de celle des membres du système phagocytaire mononucléé et comme étant un effecteur phagocytaire différencié en phase terminale avec un pouvoir limité.
Ce système de classement est erroné pour les raisons suivantes :
1. La croyance était que tous les macrophages tissulaires venaient d'un apport constant de monocytes sanguins. Les avancées technologiques récentes ont permis le rejet définitif du système phagocytaire mononucléé affirmant que les macrophages résidents dérivés des monocytes et la reconnaissance des macrophages résidant dans les tissus en tant que populations uniques indépendantes de la différenciation monocytaire[3],[4],[5].

1. Les granulocytes neutrophiles ont une capacité antimicrobienne supérieure à celle des macrophages[6],[7]. Les neutrophiles sont équipés d'un vaste assortiment de mécanismes microbicides et utilisent de multiples molécules antimicrobiennes stockées en quantités énormes dans des granules[8],[9]. La production de ROS est plus importante chez les neutrophiles que chez les macrophages[10]. Plusieurs protéines antimicrobiennes qui constituent une partie importante de l'arsenal des neutrophiles sont absentes ou rares dans les macrophages tissulaires[11],[12],[13],[14].

## Cellules concernées
Le système phagocytaire mononucléé comporte :
- les monocytes qui sont des globules blancs mononuclés présents dans le sang et qui vont donner naissance dans les tissus aux macrophages et aux cellules dendritiques myéloïdes ;
- les cellules littorales, qui sont associées aux cellules endothéliales : ce sont des macrophages présents en bordure des capillaires et des sinus sanguins, comme les sinusoïdes hépatiques ou les sinus spléniques. On les trouve dans divers organes tels la rate, la moelle osseuse, les surrénales, le foie. Les cellules de Küpffer du foie sont typiques à cet égard ;
- les histiocytes qui sont des macrophages du tissu conjonctif dérivées des monocytes ;
- les cellules microgliales qui sont des macrophages que l'on trouve dans le système nerveux ;
- les macrophages du tissu adipeux ;
- les cellules dendritiques ;
- les cellules mésangiales intraglomérulaires se trouvant au niveau des glomérules rénaux ;
- les cellules de Langherans au niveau de la couche épineuse de l'épiderme, et dans certaines muqueuses ;
- les macrophages de la moelle osseuse rouge ;
- les macrophages de poussière des alvéoles pulmonaires ;
- les cellules de Hofbouer au niveau du placenta.

## Fonctions

### Rôle dans le catabolisme de l'hémoglobine
Les cellules du système phagocytaire mononucléaire jouent un grand rôle dans les phagocytoses des globules rouges (GR) vieillis ou des débris de GR, autrement dit, dans l'hémolyse physiologique (rôle assez dominant dans la moelle osseuse, le foie et la rate). C'est dans ce système que se produit la transformation de l'hémoglobine en bilirubine.
Parallèlement, les cellules du système phagocytaire mononucléaire peuvent se charger en ferritine afin de stocker le fer résultant du métabolisme de l’hémoglobine. Dans le cas d'un excès de fer, la plus grande partie du fer est stockée sous forme d'hémosidérine.

### Rôle immunitaire
Rôle primordial dans l'immunité innée et adaptative

### Autres
- Clairance de l'héparine par les héparinases